# گروه رسانه‌ای دوغان
گروه رسانه‌ای دوغان (به ترکی استانبولی: Doğan Yayın Holding) یک شرکت ترکیه ای از دوغان هولدینگ بود که در سال ۱۹۹۷ با هدف فعالیت در روزنامه ها، مجلات، کتاب‌ها، رسانه، تولید، چاپ، رسانه های دیجیتال، توزیع، خرده فروشی و مخابرات تأسیس شد. سرانجام در سال ۲۰۱۴ با ادغام در دوغان هولدینگ از بین رفت.